# Klaterbuurt
Klaterbuurt  is een buurtschap in de Droogmakerij de Beemster, die sinds 1 januari 2022 bij de gemeente Purmerend hoort, in de Nederlandse provincie Noord-Holland.
Klaterbuurt is gelegen aan de Westdijk en de Rijperweg in de Beemster tegenover het dorp De Rijp. De naam verwijst naar de oude benaming voor ratelaar. In de provincie Friesland ligt een gelijknamige plaats, Kletterbuurt.
De buurtschap werd in 1654 opgeschrikt door een grote brand die in De Rijp woedde. In De Rijp gingen in een week tijd ongeveer 700 woningen, 50 hekelhuizen en 100 pakhuizen met hennep, teer en olie, verloren. In de Klaterbuurt ging een groot deel van de bewoning en boerderijen in rook op. Zowel De Rijp als de Klaterbuurt werden weer opgebouwd. Enkel de zuidzijde van de Klaterbuurt mocht van het polderbestuur niet heropgebouwd worden.
Volgens een verklaring zouden er in dit deel van de plaats landlopers, bedelaars, vagebonden en dieven wonen en/of zich ophouden. Op 13 oktober 1654 meldde de plaatselijke bode Claas Jansz Hynis het verbod tot bouw en voortzetten van de reeds begonnen herbouw van de zuidzijde.
Klaterbuurt is mede dankzij die beslissingen niet verder uitgegroeid tot een echt dorp. Ook in 1958 werd enige echte uitbreiding geremd door de beslissing van de Provinciaal Planologische Dienst (PPD) van de provincie Noord-Holland dat de Beemster een groene buffer moest blijven in de steeds meer verstedelijkende omgeving.
Stad: Purmerend      

Dorpen: Middenbeemster · Noordbeemster · Purmerbuurt · Purmer (deels) · Westbeemster · Zuidoostbeemster

Buurtschappen: Arenberg · Assummerbuurt · De Blikken Schel · Halfweg · Het Hoekje · Hoornsche Keet · Klaterbuurt · De Zevenhuisjes
Noord-Holland: Steden en dorpen in Noord-Holland      Nederland: Provincies · Gemeenten